# Île de Madère
Pour les articles homonymes, voir Madère (homonymie).
Cet article traite de l'île de Madère. Pour l'archipel et région autonome, voir Madère.
L'île de Madère (en portugais : Ilha da Madeira) est l'île principale de l'archipel et région autonome de Madère dépendant du Portugal.

## Géographie

Carte topographique de l'archipel de Madère avec l'île de Madère au centre.

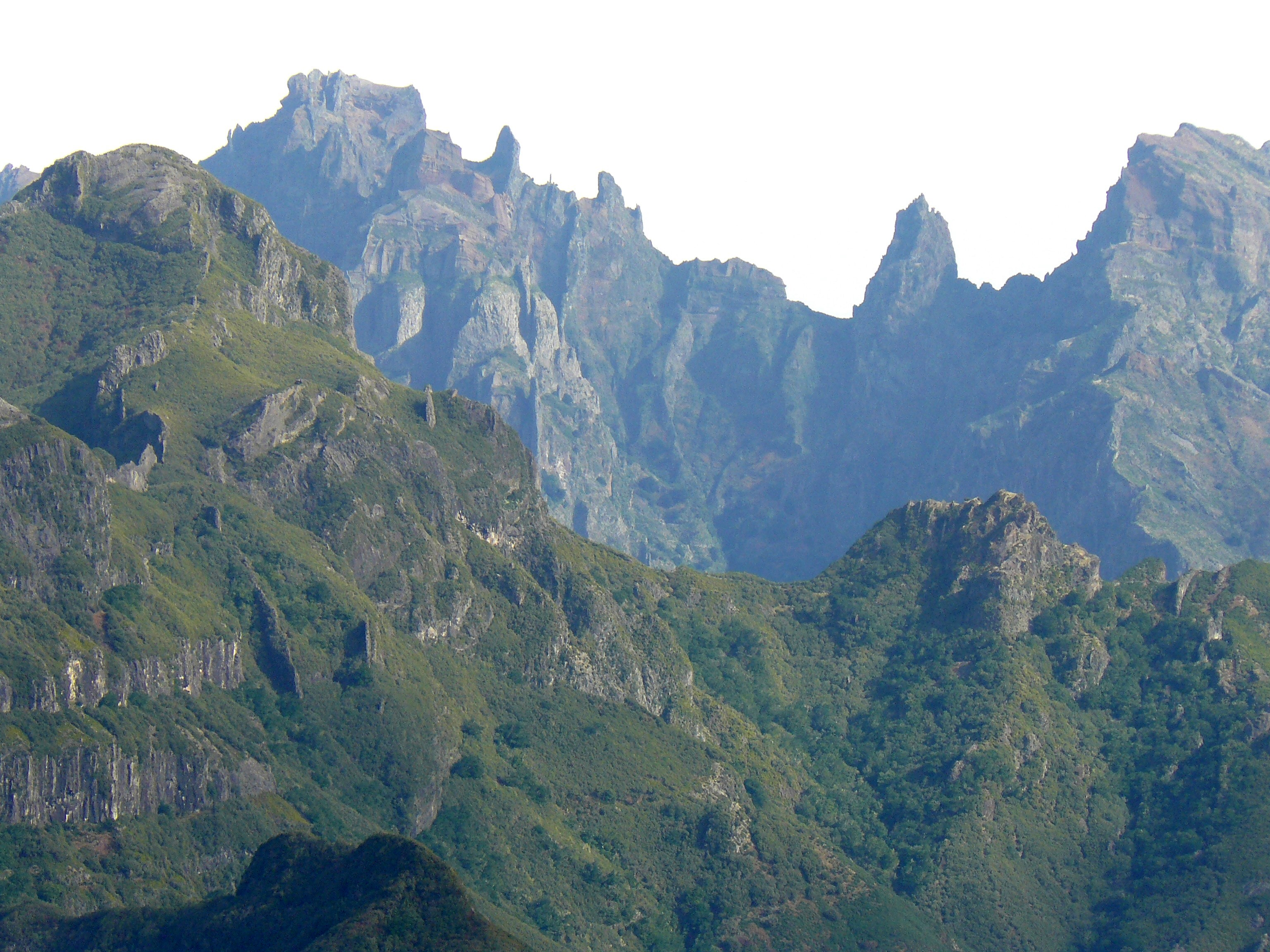
Bica da Cana, montrant l'orographie de Madère.

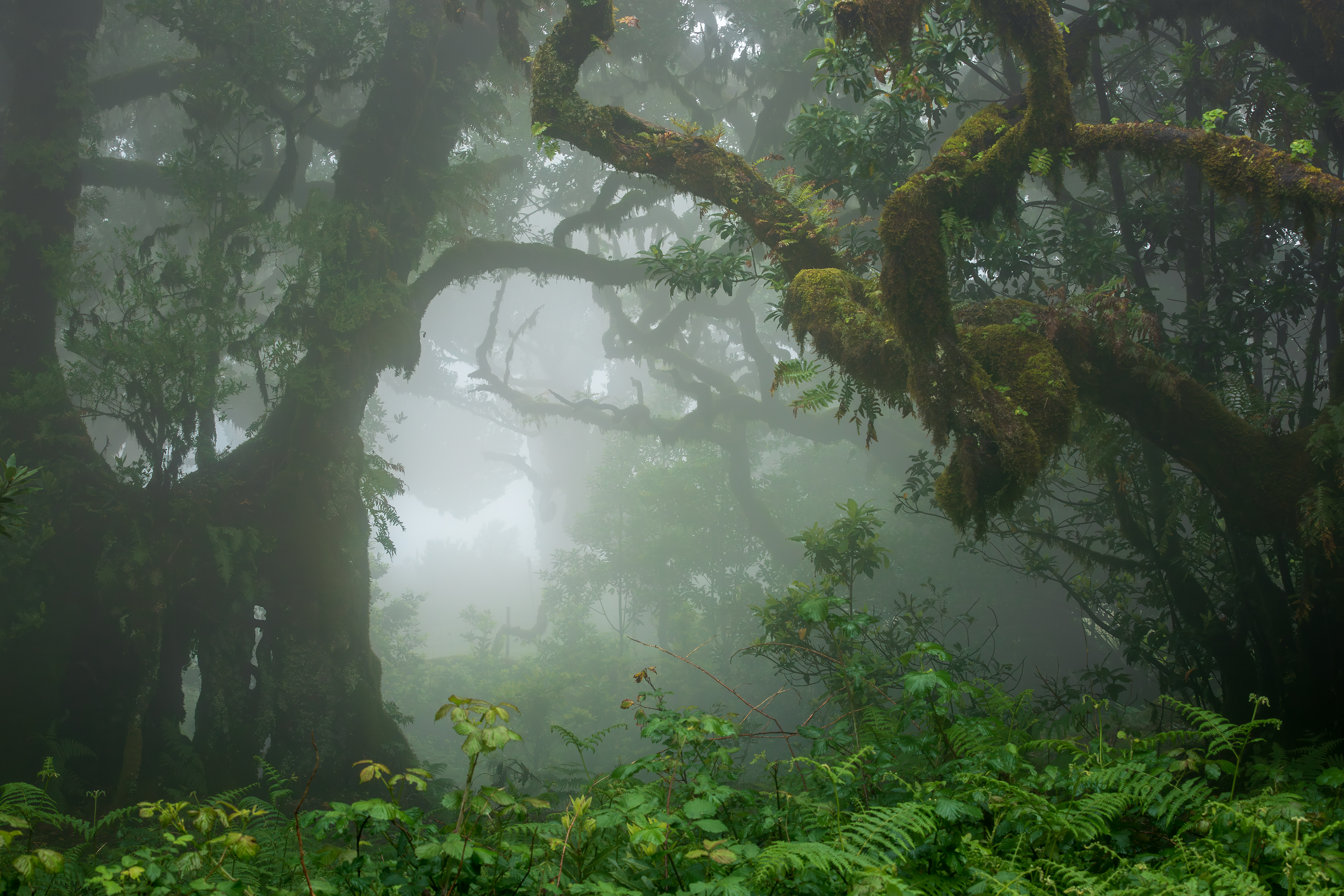
Brouillard dans la forêt de Fanal, une aire protégée sur l'ile.

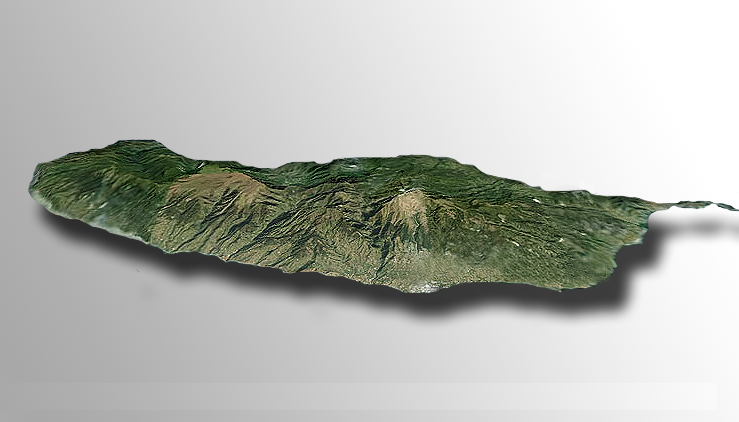
Image tridimensionnelle de l'île.

L'île de Madère, qui constitue 90 % des terres de l'archipel, est d'origine volcanique. Séparée des îles Selvagens, des îles Canaries et de l'Afrique par une fosse océanique atteignant 4 512 mètres de profondeur, entourée de bas-fonds de près de 2 000 mètres, l'île de Madère, comme Porto Santo et les îles Desertas, a surgi de l'océan Atlantique à l'époque tertiaire, lors d'éruptions volcaniques.
Son climat subtropical et ses paysages singuliers en font une destination touristique appréciée.
Funchal, principale ville et port de la côte sud de l'île est située à 32° 38' de latitude nord, et 16° 55' de longitude ouest. Elle est distante d'environ 660 km de la côte africaine, 980 de Lisbonne, 400 de Grande Canarie (capitale des îles Canaries), et 880 de Santa Maria, l'île la plus proche des Açores. Par sa latitude et sa situation, l'île de Madère présente toutes les caractéristiques d'une île subtropicale, où l'on retrouve des éléments des îles tropicales et des îles tempérées plus au nord.
L'île, montagne d'origine volcanique coupée de profondes vallées descendant vers l'océan, a une forme allongée d'est en ouest : sa longueur est d'environ 55 km, sa largeur de 24 km, le développement de ses côtes est de 160 km. L'altitude moyenne est de 172 mètres, les points culminants sont le Pico Ruivo (1 862 mètres), le Pico das Torres (1 851 mètres) et le Pico do Arieiro (1 818 mètres). Les côtes sont en général abruptes et découpées, et les plages de sable fin sont rares. À l'est, la pointe de San Lourenço forme un cap effilé et relativement peu élevé qui se prolonge par deux îlots. Sur la côte sud, à l'ouest de Funchal s’élève le cabo Girao, l'une des plus hautes falaises du monde.
La laurisylve, forêt de lauriers qui couvrait l'île avant sa colonisation et lui ont donné son nom (Madeira signifie « bois » en portugais), a été presque entièrement brûlée par les premiers colons, et seules quelques surfaces dans les vallées au nord de l'île ont été préservées. Elle a été inscrite au patrimoine mondial de l'UNESCO en 1999. Mais la forêt a repoussé depuis et des essences européennes et tropicales apportées par les colons cohabitent avec des espèces endémiques. Le sol volcanique très fertile et l'humidité en montagne favorisent la croissance d'une végétation exubérante, y compris sur des pentes presque verticales.

### Géologie

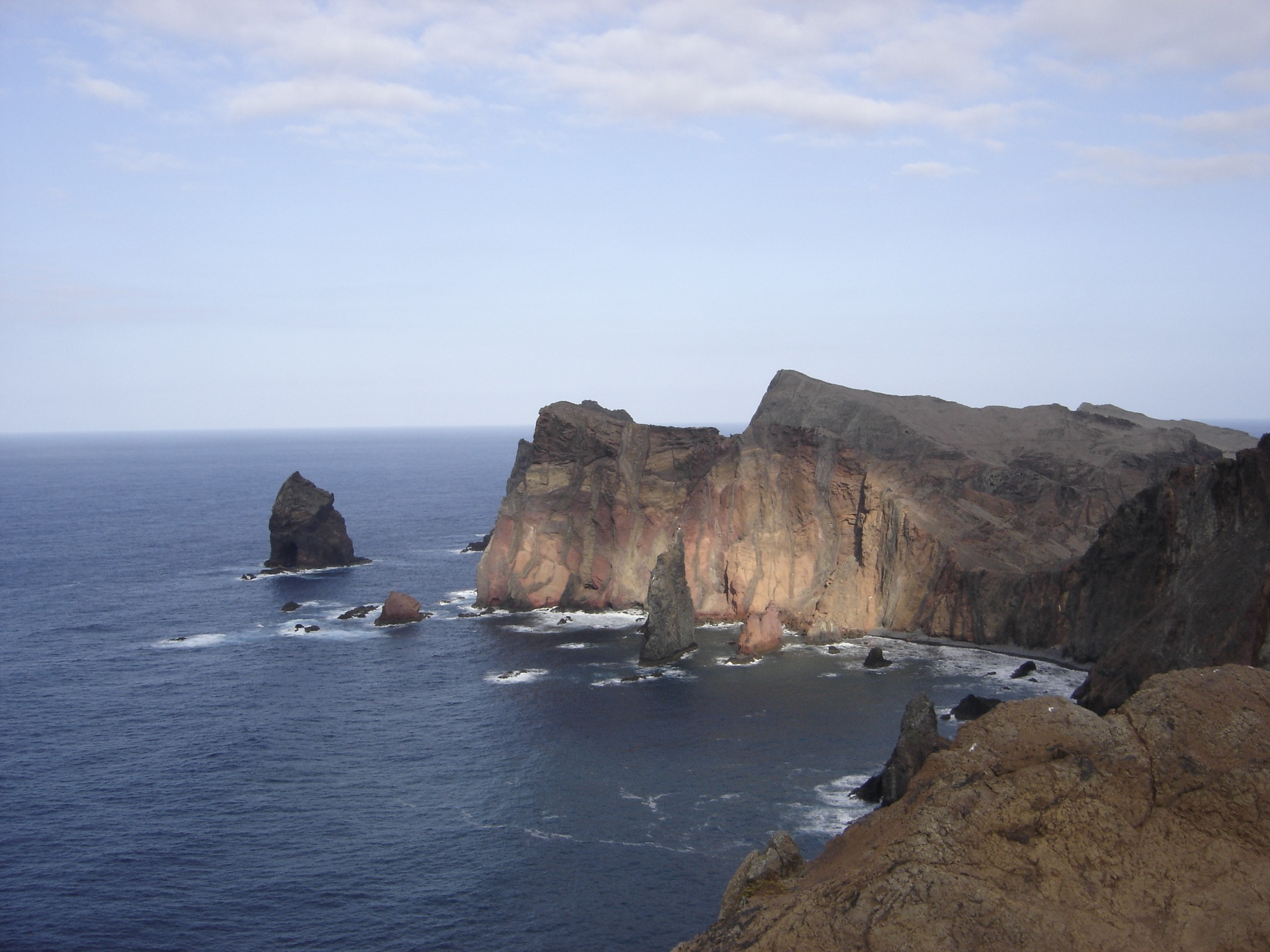
Ponta de São Lourenço.

La plus récente de l'archipel, l'île de Madère a émergé lors de la transition du Miocène au Pliocène, il y a environ 5 millions d'années, présentant un relief moins érodé que les autres îles.
Depuis son émergence jusqu'à aujourd'hui, on peut noter cinq phases liées au volcanisme de leur formation, particulièrement visibles dans diverses parties de l'île de Madère :
- formation de base, caractérisée par de grandes éruptions et expulsions de matière, qui a duré 3 millions d'années ;
- formation périphérique, où il y a une réduction significative des conditions ci-dessus avec la formation de quelques dykes et plateaux, qui se sont terminés il y à 740 000 ans ;
- formations des Hautes Terres, marquées par l'expulsion continue de matières pyroclastiques et la formation des falaises des côtes nord et sud, s'étendant entre 400 et 900 m. Cette étape qui s'est achevée il y a environ 620 000 ans ;
- formation des basaltes Paul de Serra due à une fissure sur le site de Bica da Cana il y a 550 000 ans ;
- des éruptions qui cessent il y à 6500 ans et définissent les reliefs actuels. Ce sont les derniers fluides magmatiques.

Le volcanisme constant, ajouté à l'érosion et aux mouvements tectoniques, ont façonné les différentes îles de l'archipel dans ce qu'elles sont aujourd'hui, vous donnant une direction qui coïncide avec le mouvement de la plaque africaine.

### Climat

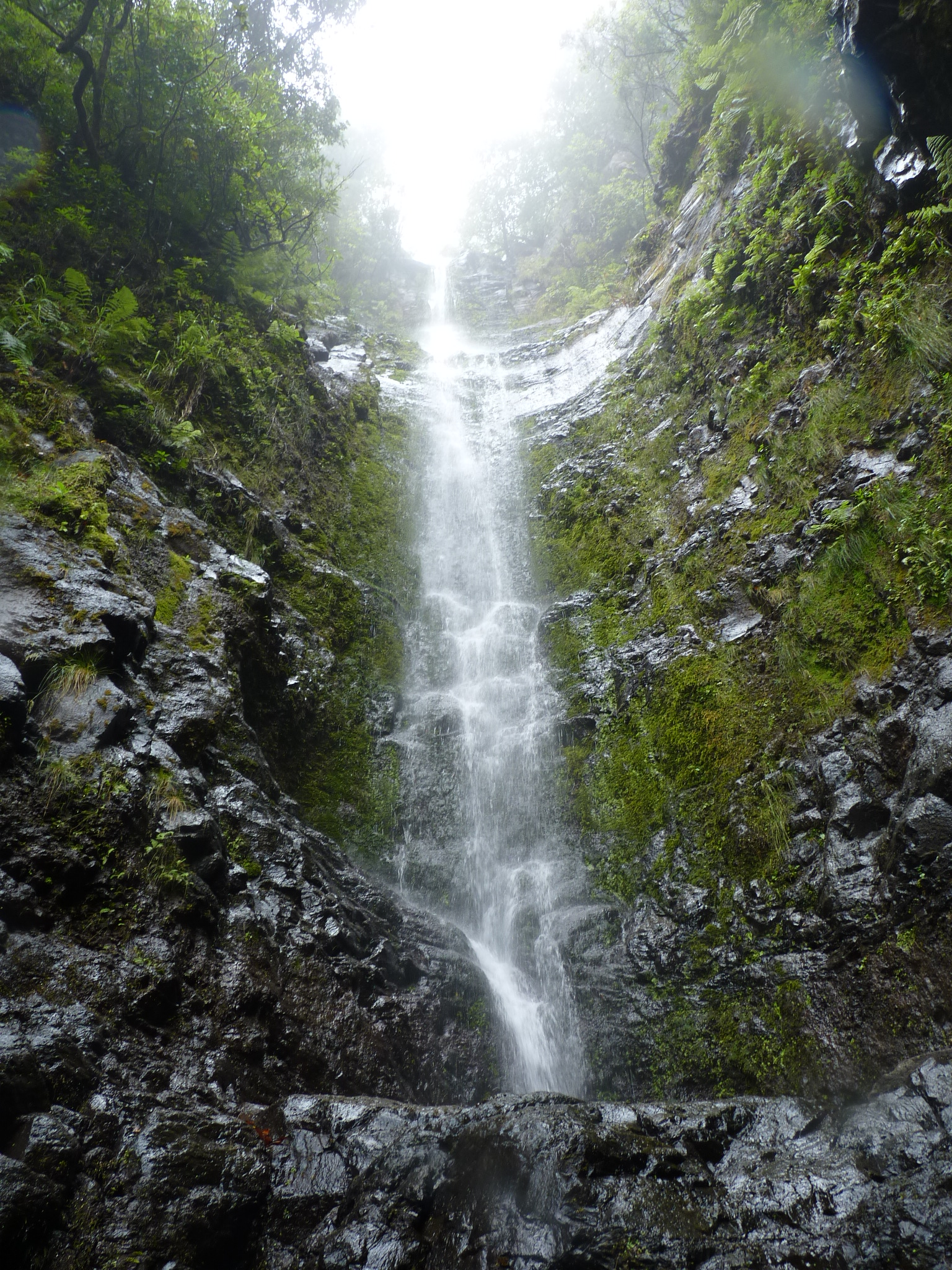
Chute d'eau, à Folhadal.

Madère bénéficie d'un climat de type méditerranéen et présente donc des étés secs, accompagnés d'une grande douceur en raison de sa basse latitude (32°). Sa particularité vient du fait qu'elle se trouve au milieu de l'océan et que les amplitudes thermiques sont faibles, que ce soit au cours d'une journée ou au cours d'une année (environ 6°). Comme il s'agit d'une île montagneuse, le climat diffère grandement en fonction de l'altitude et de l'exposition aux vents dominants. Normalement, la température diminue de 0,65 °C pour 100 mètres d'altitude supplémentaire. En conséquence, la température moyenne annuelle qui est de 18,8 °C à Funchal (58 m) n'est plus que de 15,2 °C à Santana (380 m) et de 9,7 °C à Arieiro (1 610 m). De même, les précipitations sont nettement plus importantes au nord et elles augmentent également avec l'altitude. En un an, il tombe seulement 553 mm d'eau à Funchal (côte sud-est), mais 1 182 mm à Ponta Delgada (côte nord), 1 527 mm à Porto Moniz (pointe nord-ouest) et 3 084 mm à Arieiro. Il en va de même pour l'humidité de l'air qui est plus élevée sur le côté nord avec une formation de brouillards pendant près de 250 jours par an à plus de 600 m d'altitude et qui a permis le développement d'une forêt caractéristique des régions subtropicales humides, la laurisylve. La nébulosité est généralement plus importante l'après-midi. La température de l'eau de l'océan oscille entre 17 °C en mars et 23 °C en septembre.
| Mois                                | jan.  | fév.  | mars  | avril | mai   | juin | jui.  | août  | sep. | oct.  | nov. | déc.  | année |
| ----------------------------------- | ----- | ----- | ----- | ----- | ----- | ---- | ----- | ----- | ---- | ----- | ---- | ----- | ----- |
| Température minimale moyenne (°C)   | 13,1  | 12,8  | 13    | 13,4  | 14,6  | 16,5 | 18    | 18,9  | 18,9 | 17,6  | 15,6 | 13,9  | 15,5  |
| Température maximale moyenne (°C)   | 19,1  | 19,1  | 19,5  | 19,6  | 20,9  | 22,3 | 24,3  | 25,6  | 25,7 | 24,2  | 22   | 20    | 21,9  |
| Ensoleillement (h)                  | 167,4 | 171,1 | 204,6 | 225   | 213,9 | 198  | 244,9 | 260,4 | 225  | 204,6 | 168  | 164,3 | 2 447 |
| Précipitations (mm)                 | 103   | 87    | 64    | 39    | 19    | 12   | 3     | 3     | 37   | 75    | 101  | 100   | 643   |
| Nombre de jours avec précipitations | 12    | 11    | 6     | 8     | 5     | 3    | 1     | 2     | 6    | 9     | 11   | 13    |       |

Pour profiter des précipitations régulières du nord et de l'ensoleillement du sud de l'île principale, les Madériens ont construit un vaste réseau de canaux sinuant le long des courbes de niveau (levadas), réseau qui parcourt toute l'île principale.

## Écosystèmes et biotopes

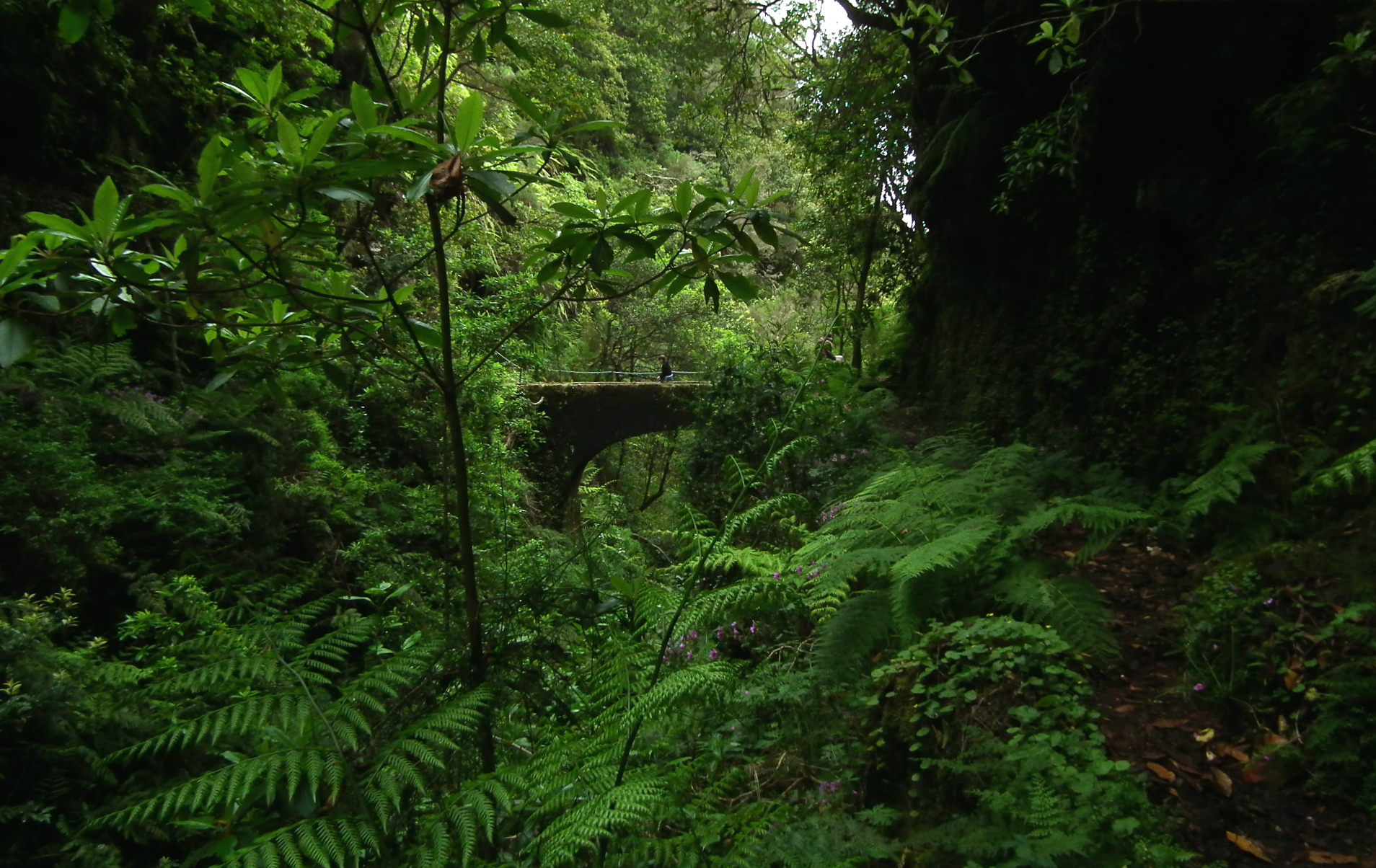
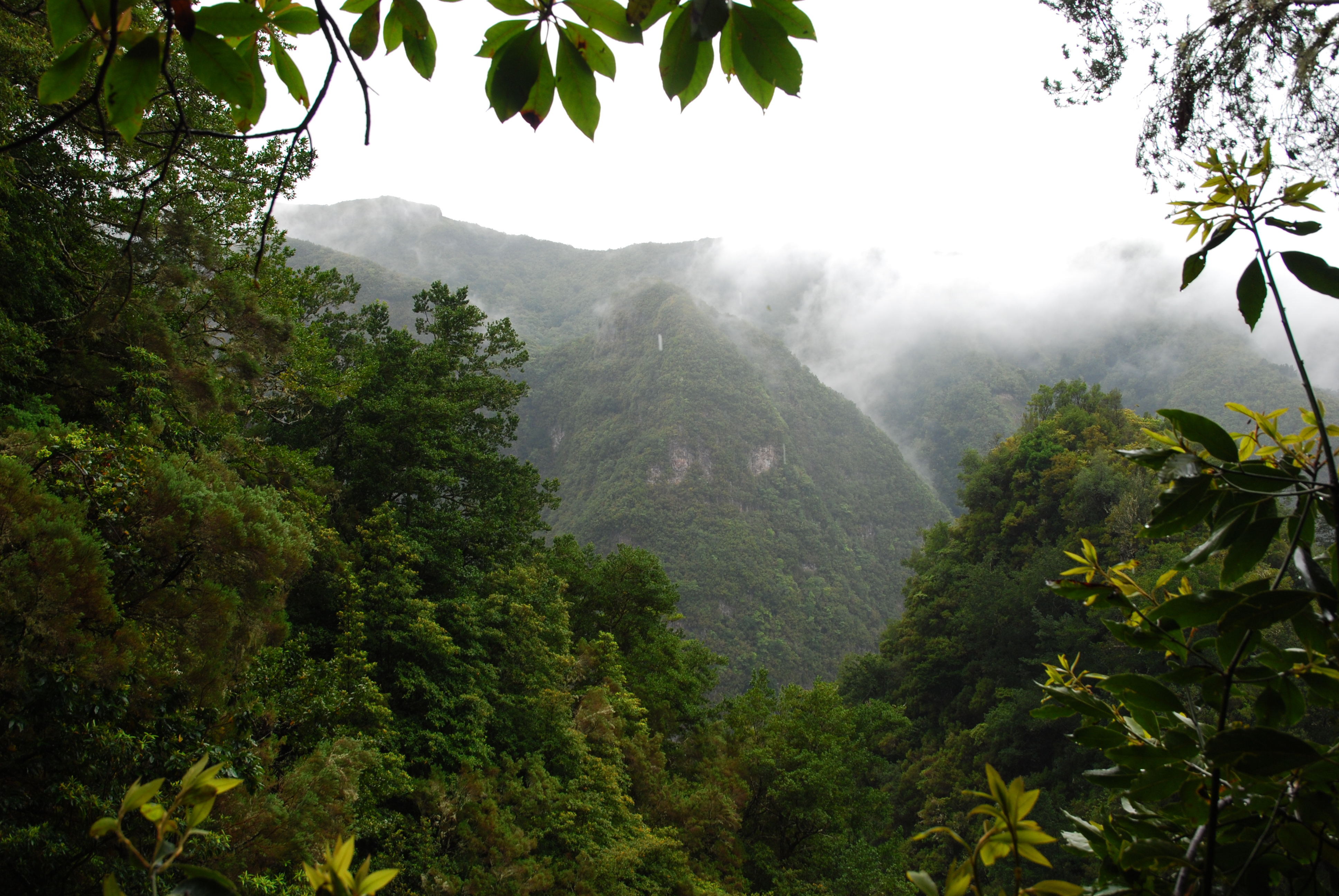
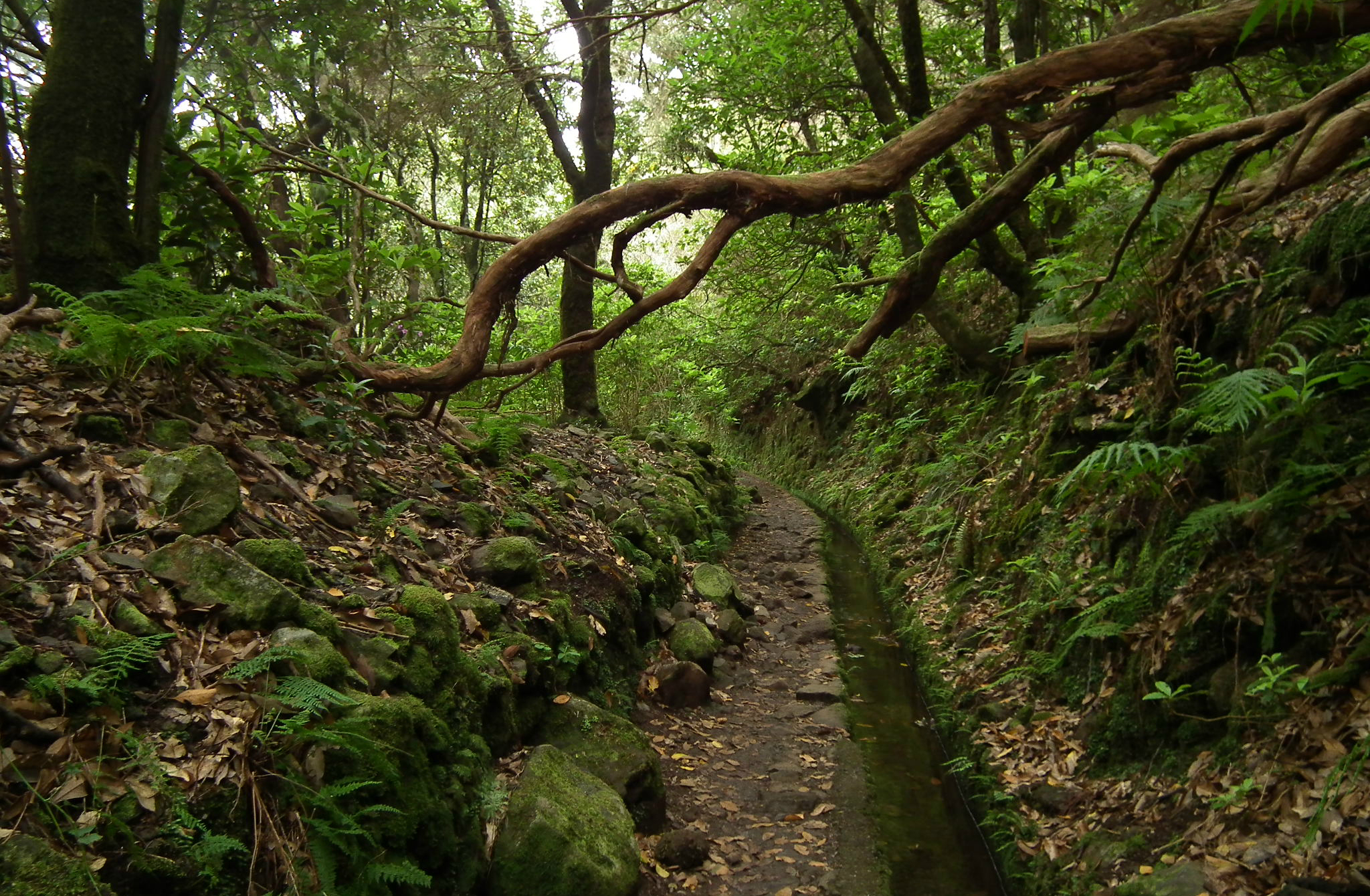
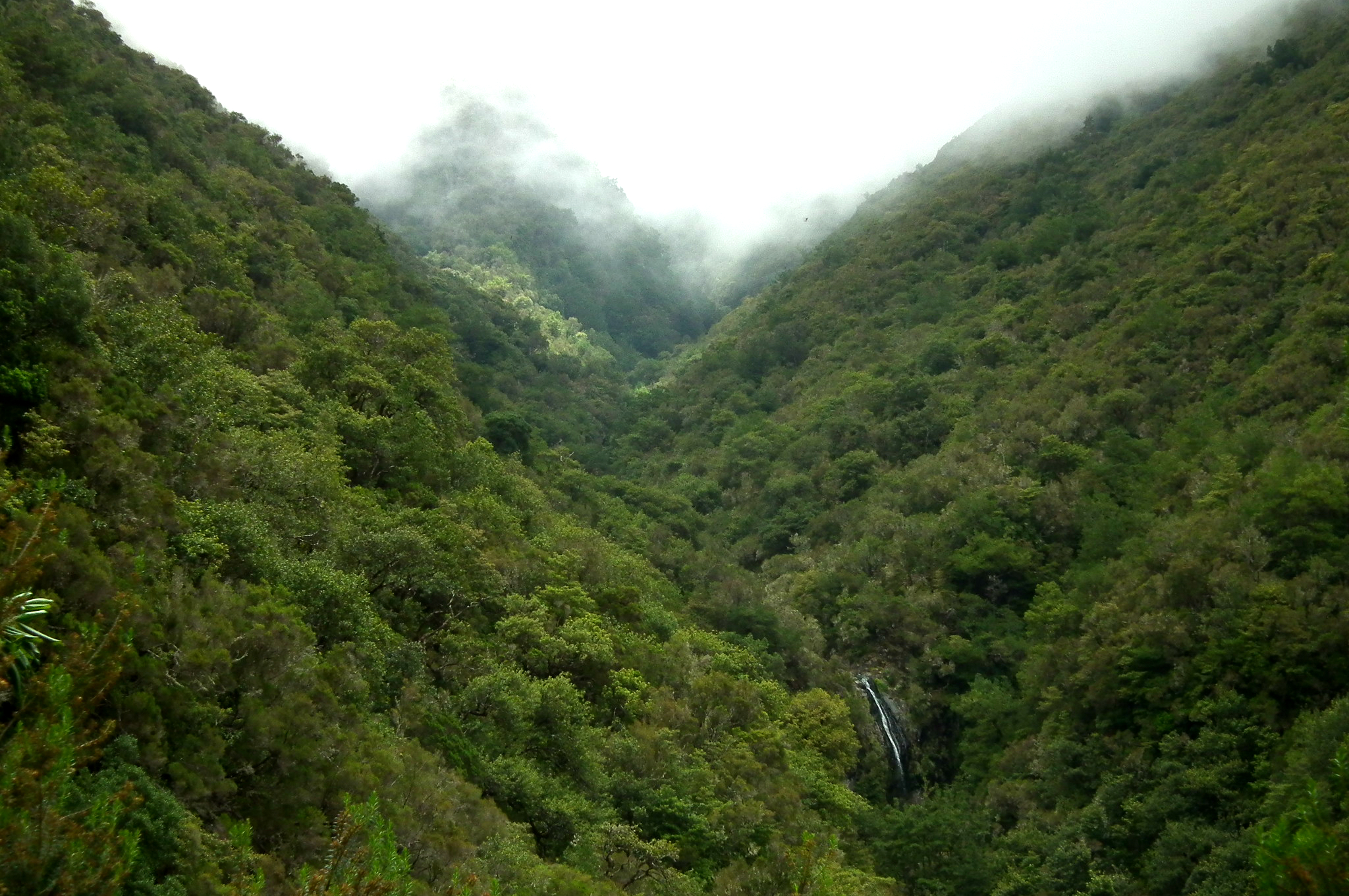
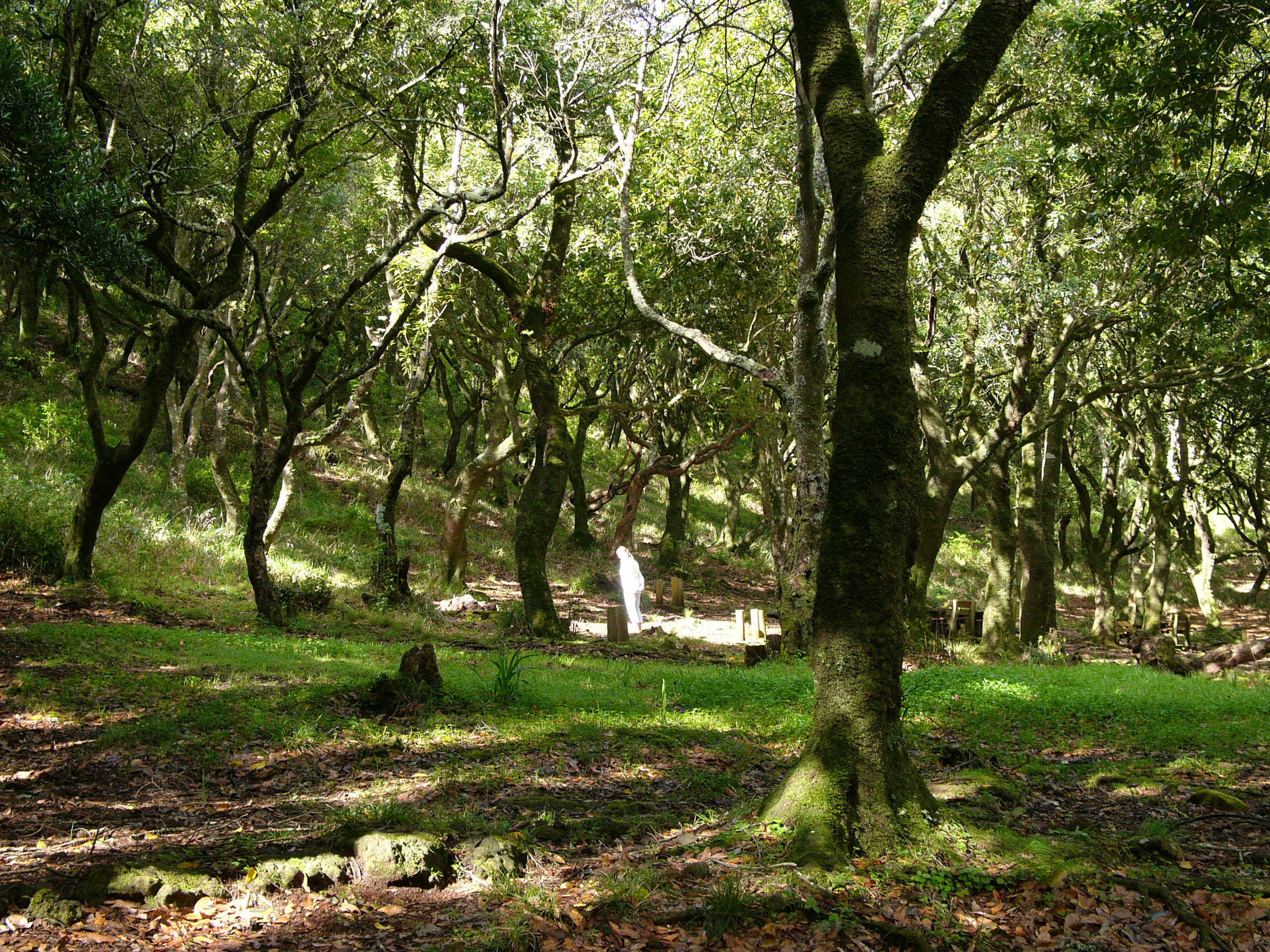
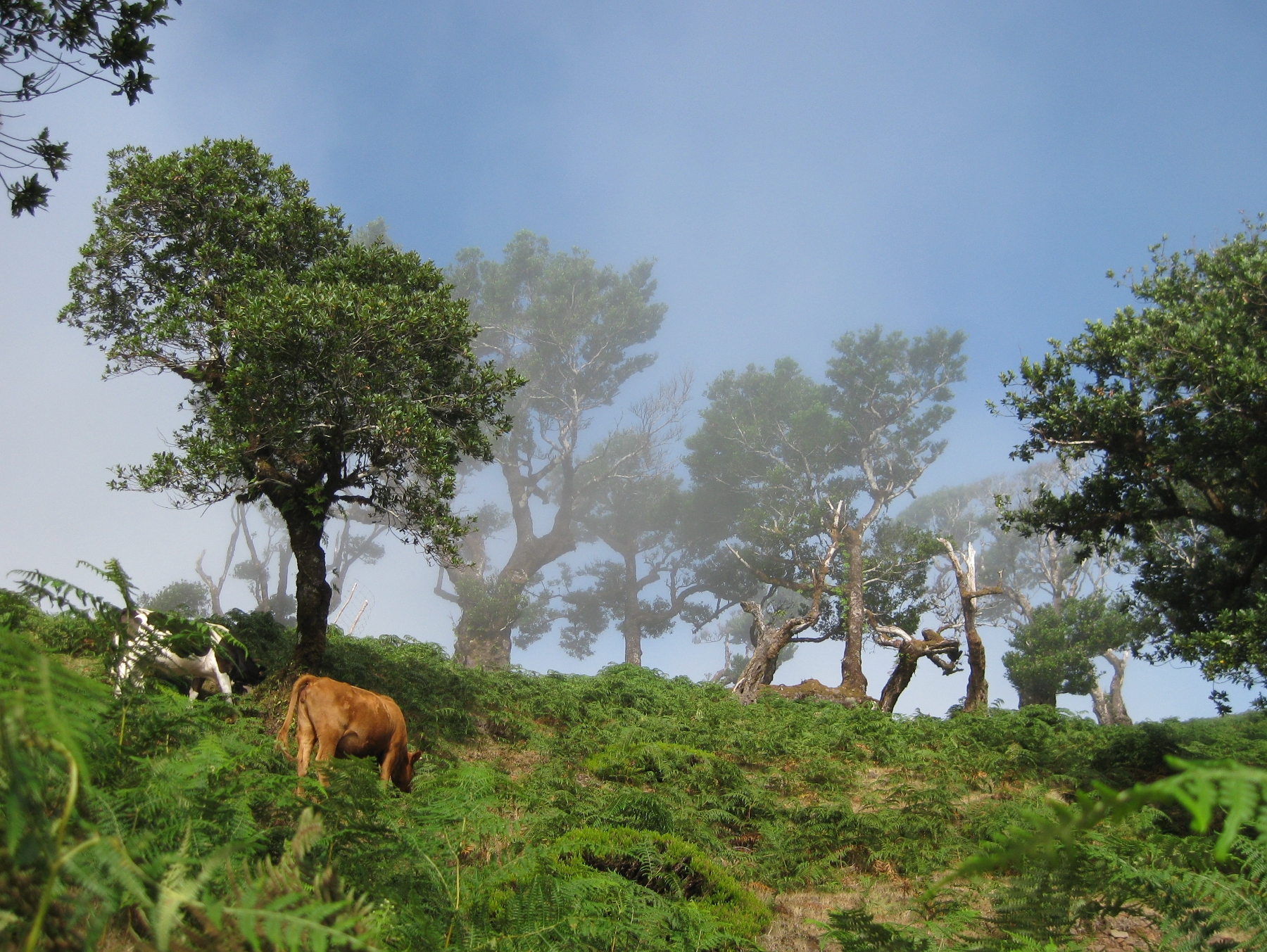

### Flore
- Le climat et le relief déterminent trois zones de végétation:
  - Du niveau de la mer jusqu'à 300 m environ, c'est la zone subtropicale. Sur la côte nord aussi bien que sur la côte sud, on cultive la canne à sucre, la banane et quelques légumes. Les figuiers de Barbarie envahissent les zones non irriguées de la côte sud.
  - Au-delà et jusqu'à 750 m se situe la zone tempérée chaude, de climat méditerranéen. C'est le domaine de la vigne, des céréales (maïs, blé, avoine). Les fruits sont variés : fruits des pays européens comme les oranges, poires, pommes, prunes, et fruits exotiques comme les goyaves, les avocats, les mangues, les anones, les grenadilles.
  - Au-dessus de 750 m, on trouve la zone tempérée froide, avec des pentes boisées de pins, de bruyères, d'acacias-mimosas et de lauriers arborescents. Puis, sur les cimes, des pâturages et des fougères.

A Madère, la région conserve des restes d'un type de forêt de lauriers autrefois répandu dans tout le Sud de l'Europe et dans l'Afrique du Nord-Ouest. La flore et la faune de cette forêt relique sont tout à fait uniques, elle possède de nombreuses espèces endémiques, dont le Pigeon trocaz et le Pétrel de Madère. Après avoir subi une déforestation massive à la suite de la colonisation de l'archipel, la végétation indigène est actuellement menacée par les espèces envahissantes, la mauvaise gestion des pâturages et le développement du tourisme.
es dernières années, des particules de plastique s’incrustent sur les rochers du littoral et donnent l’impression de les couvrir de lichen blanc ou bleu clair. Cette nouvelle pollution océanique, souvent appelée « plasticroûte », contamine peu à peu les paysages.

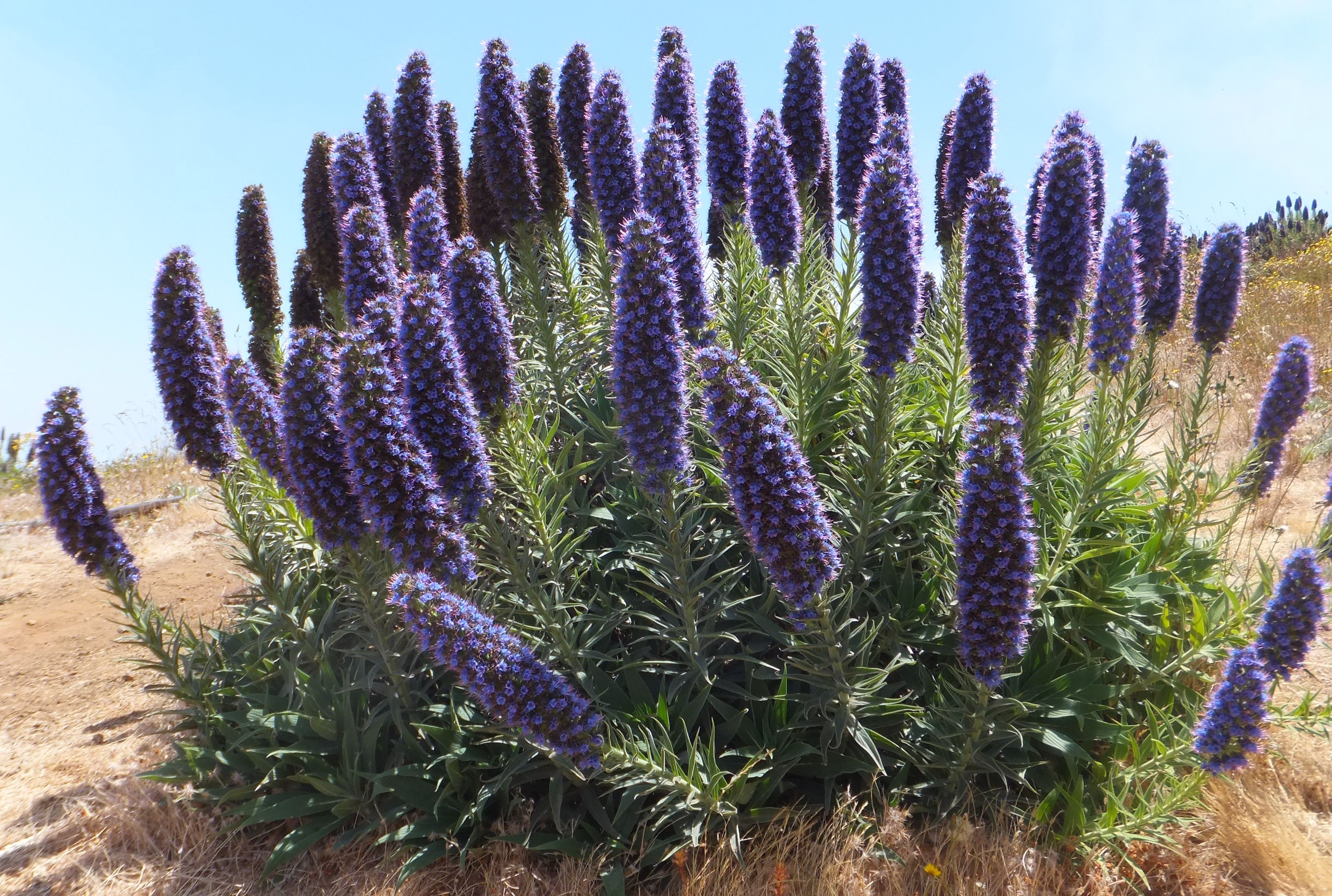
Vipérine de Madère (Echium candicans)
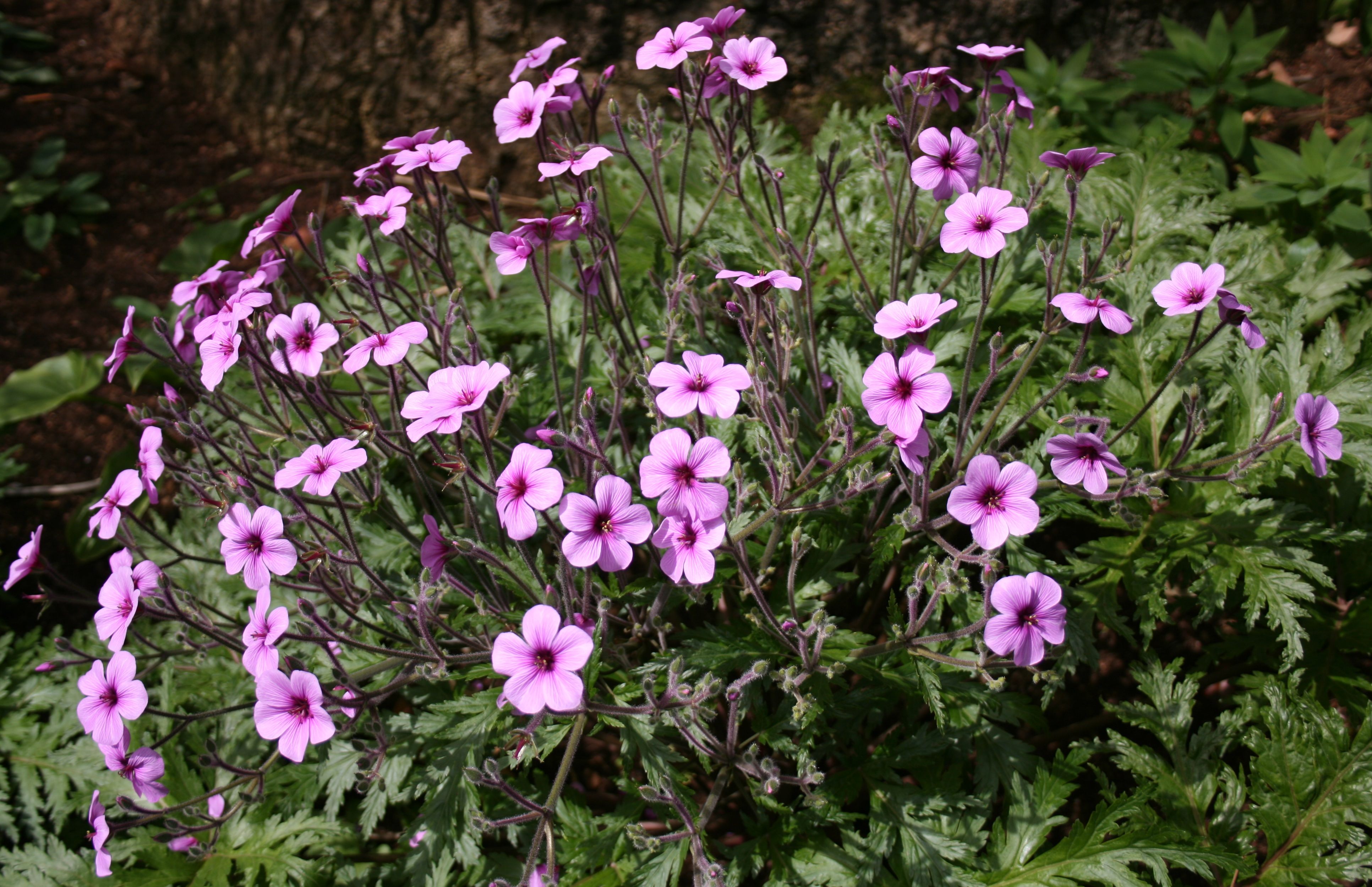
Géranium de Madère
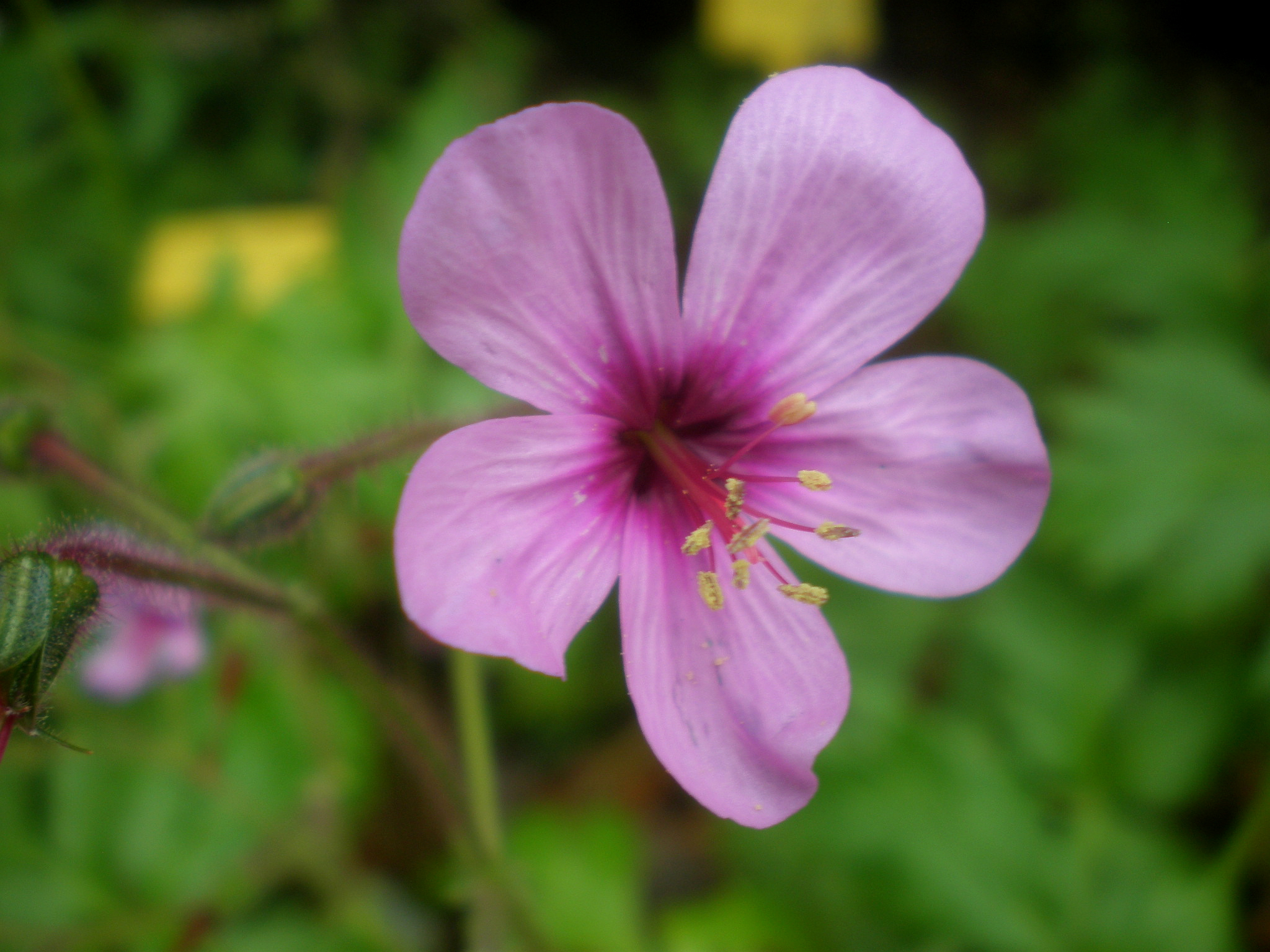
Geranium palmatum, faussement appelé "géranium des Canaries", est endémique de Madère.
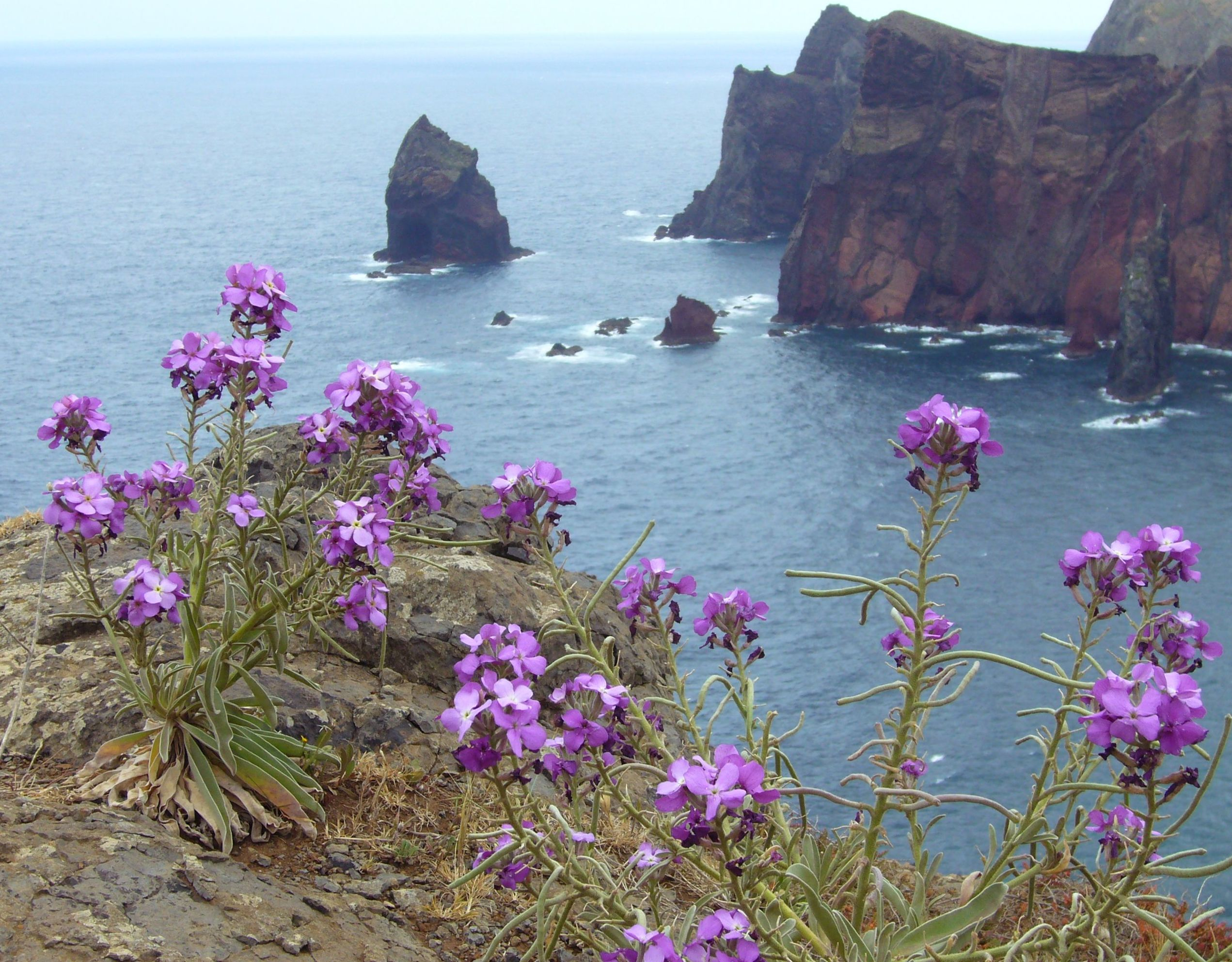
Giroflée de Madère
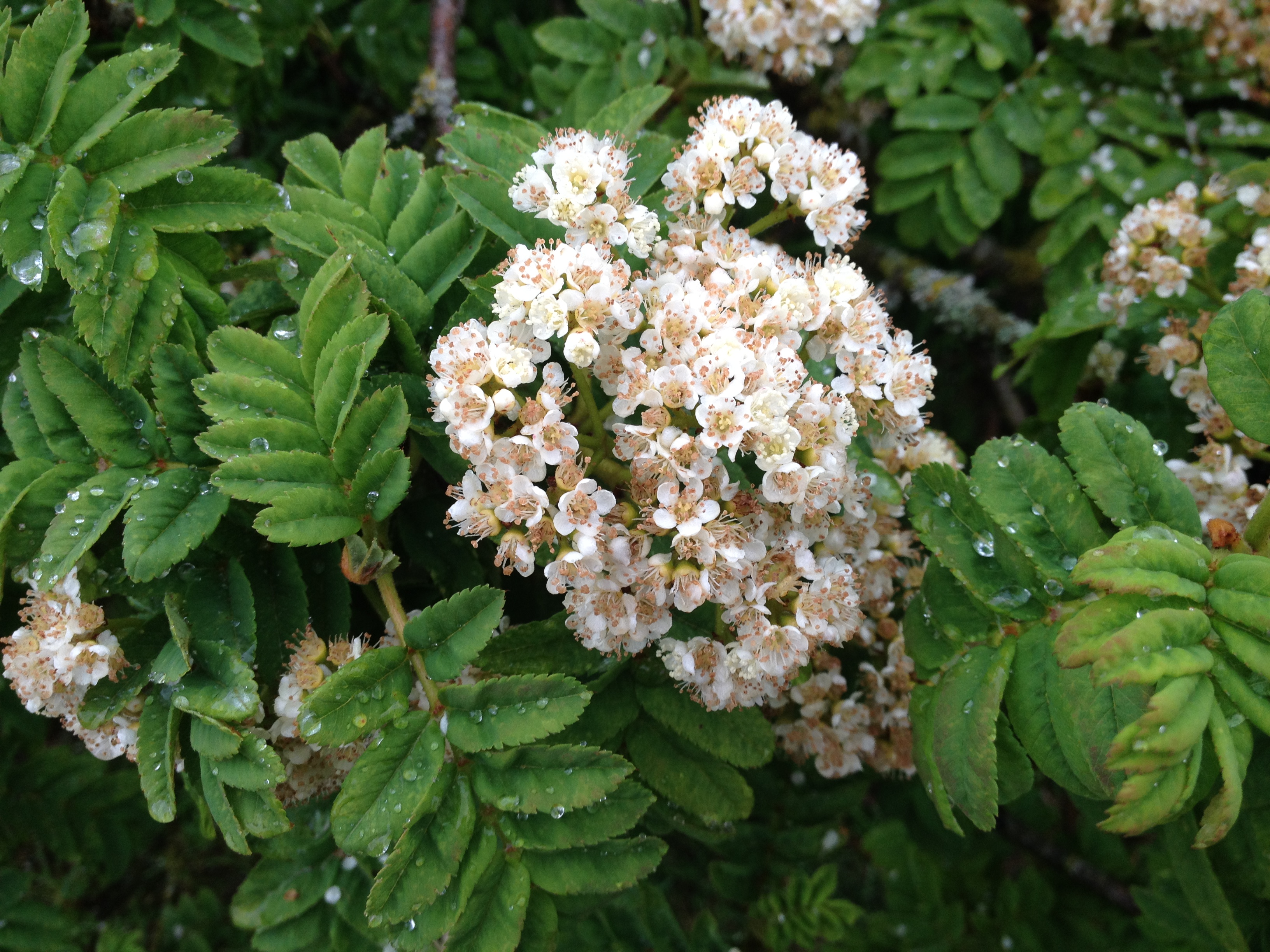
Sorbus maderensis
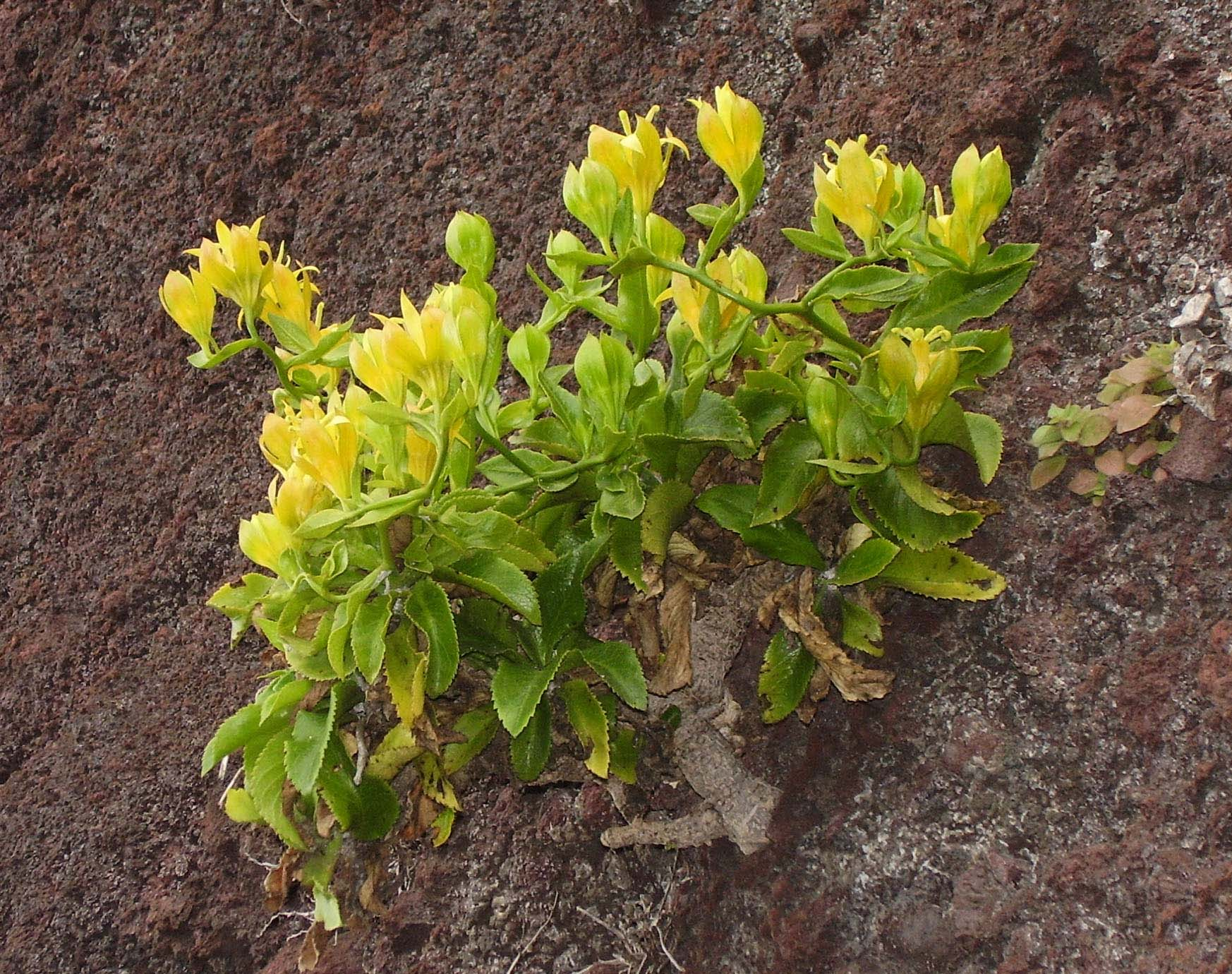
Musschia aurea

### Faune
Parmi les vertébrés, on trouve surtout des oiseaux : Le Pigeon trocaz, le Roitelet de Madère et le Pétrel de Madère sont des espèces d'oiseaux endémiques de l'île, qui compte également d'autres espèces et sous-espèces.
Des lézards: Teira dugesii
On y trouve parmi les mammifères, des espèces de souris issues de la spéciation causée par l'insularisation écologique des souches de souris grise (voir: Évolution insulaire) , débarquées via les navires vikings lors d'accostages.
L'île compte surtout parmi ses espèces endémiques des espèces d'invertébrés: insectes (dont des papillons : Agreste de Madère, Tircis madérois...), d'arachnides et de mollusques (Boettgeria obesiuscula, Boettgeria crispa...).

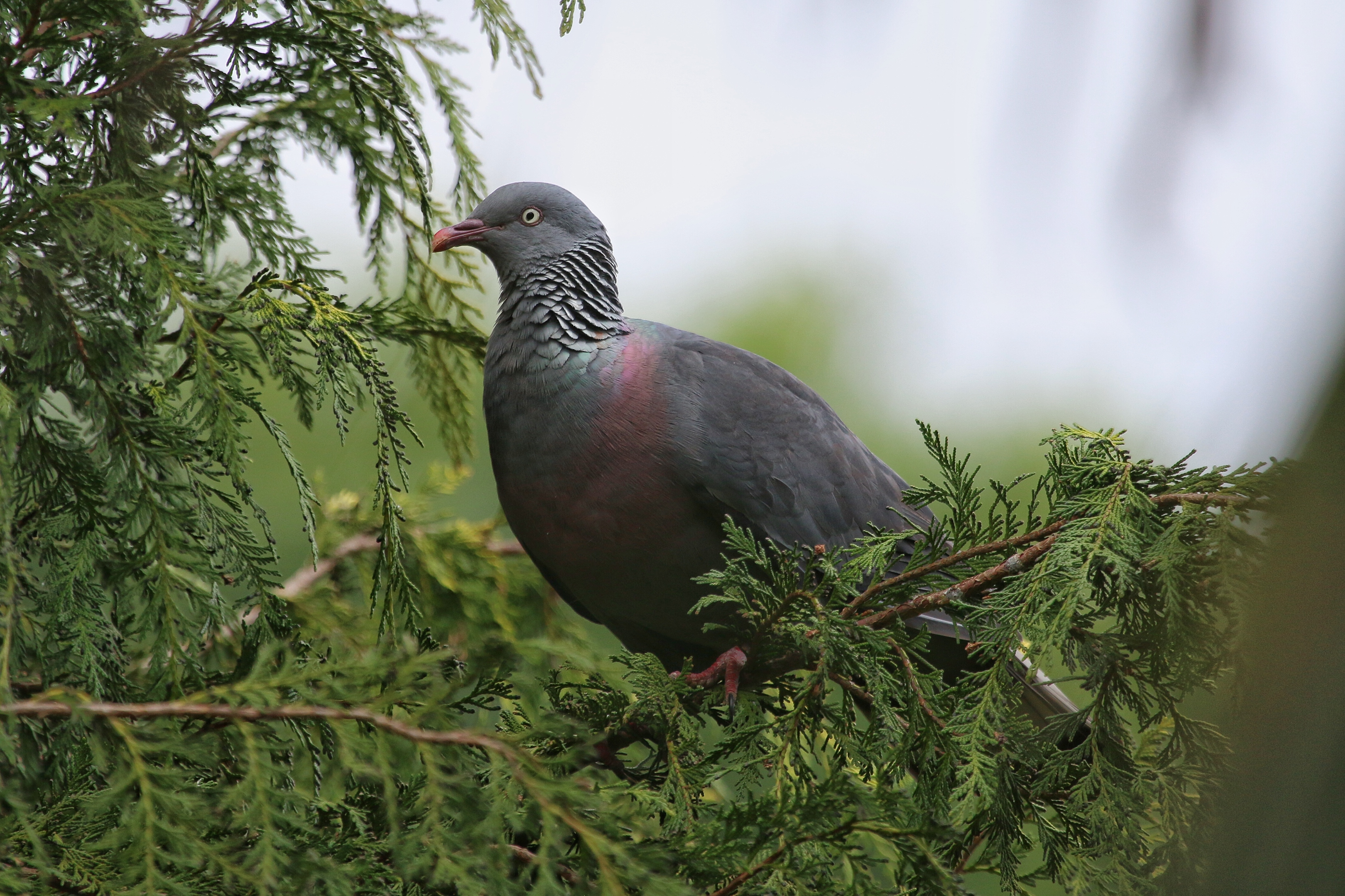
Pigeon trocaz
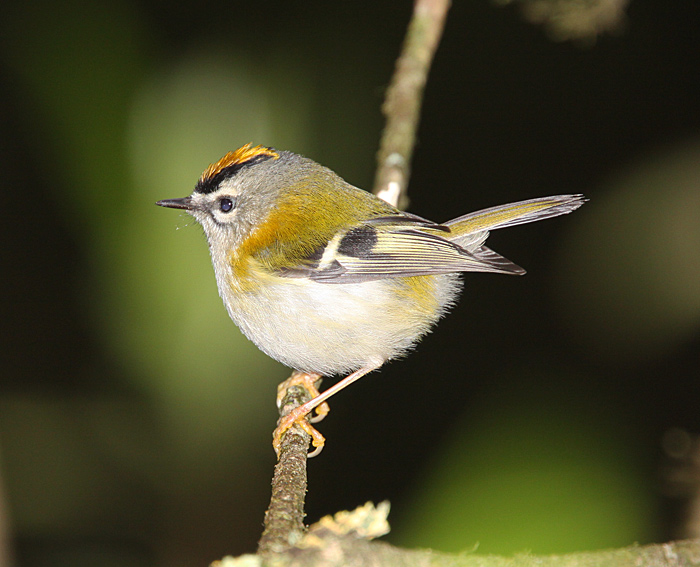
Roitelet de Madère
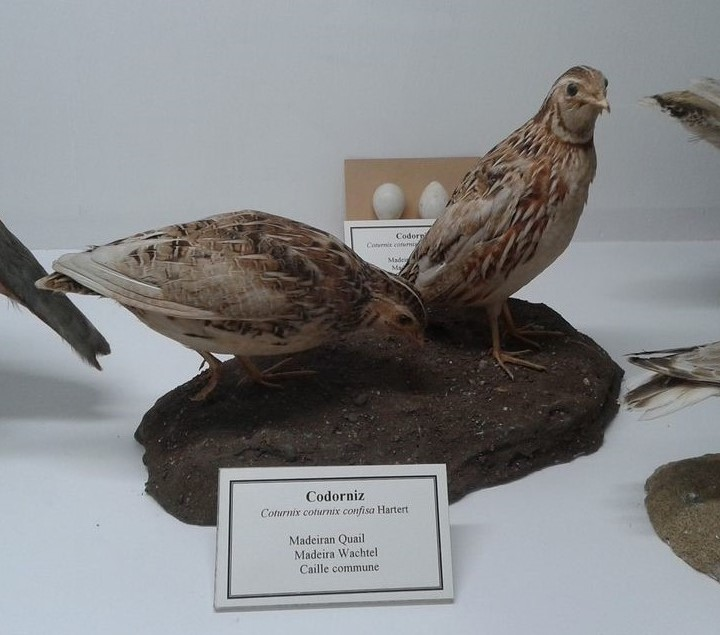
Caille de madère (Coturnix c. confisa) au musée d’histoire naturelle de Funchal.
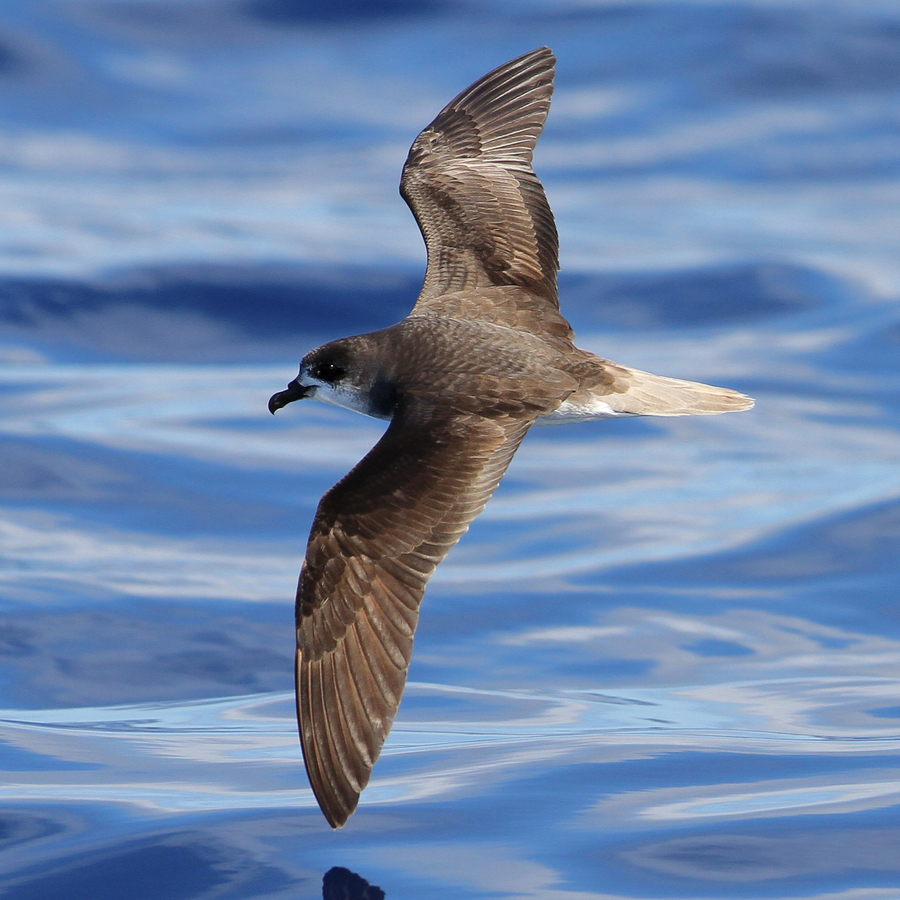
Pétrel de Madère
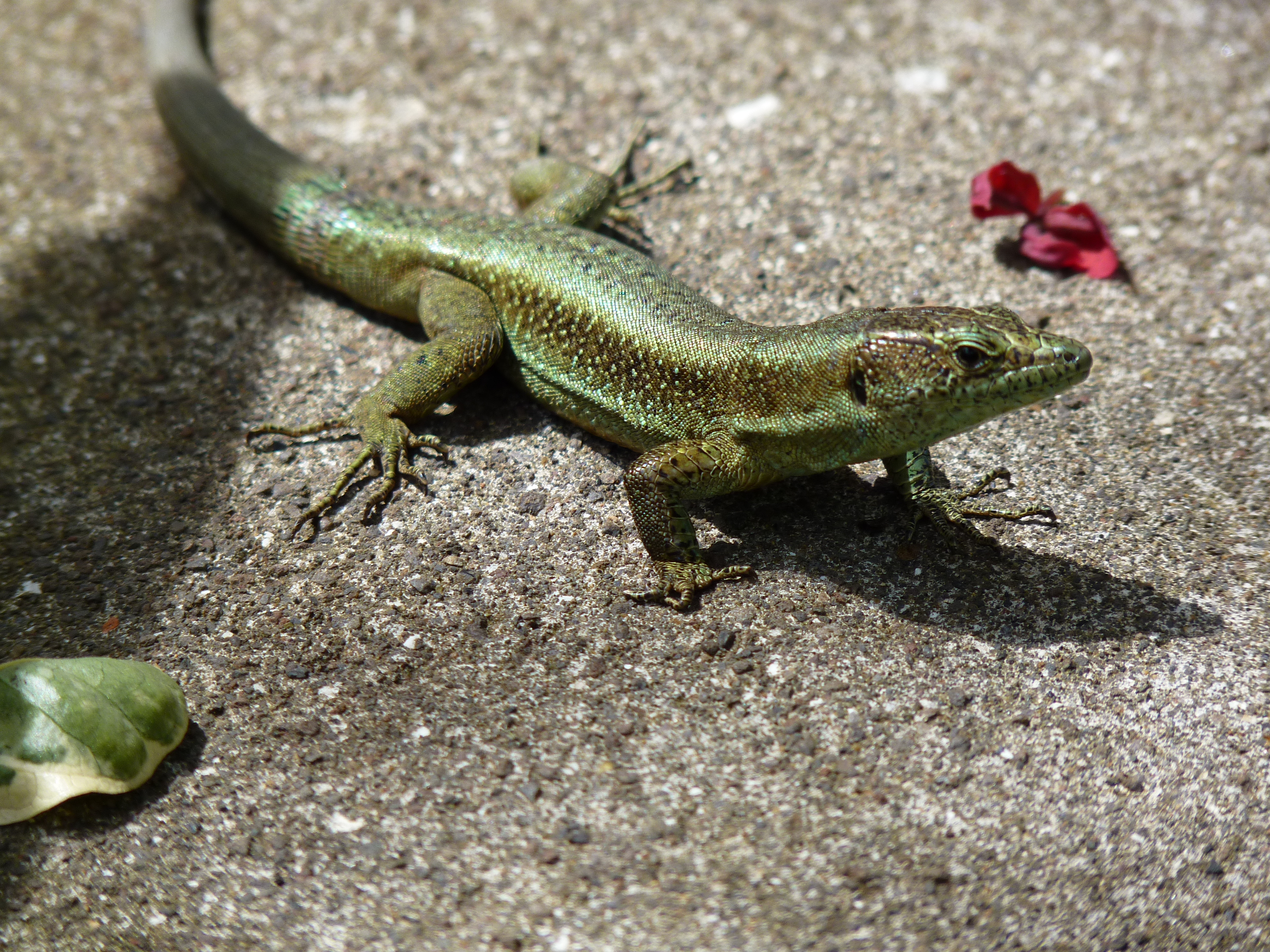
Teira dugesii
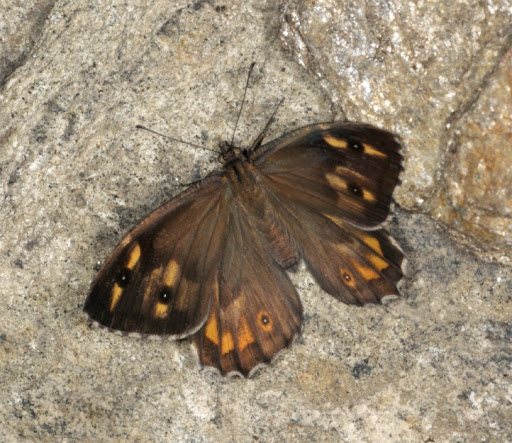
Agreste de Madère
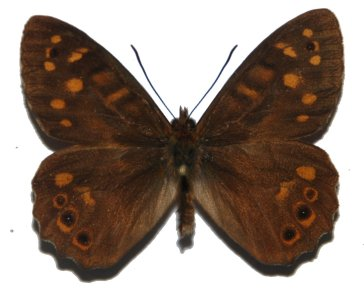
Tircis madérois

## Histoire

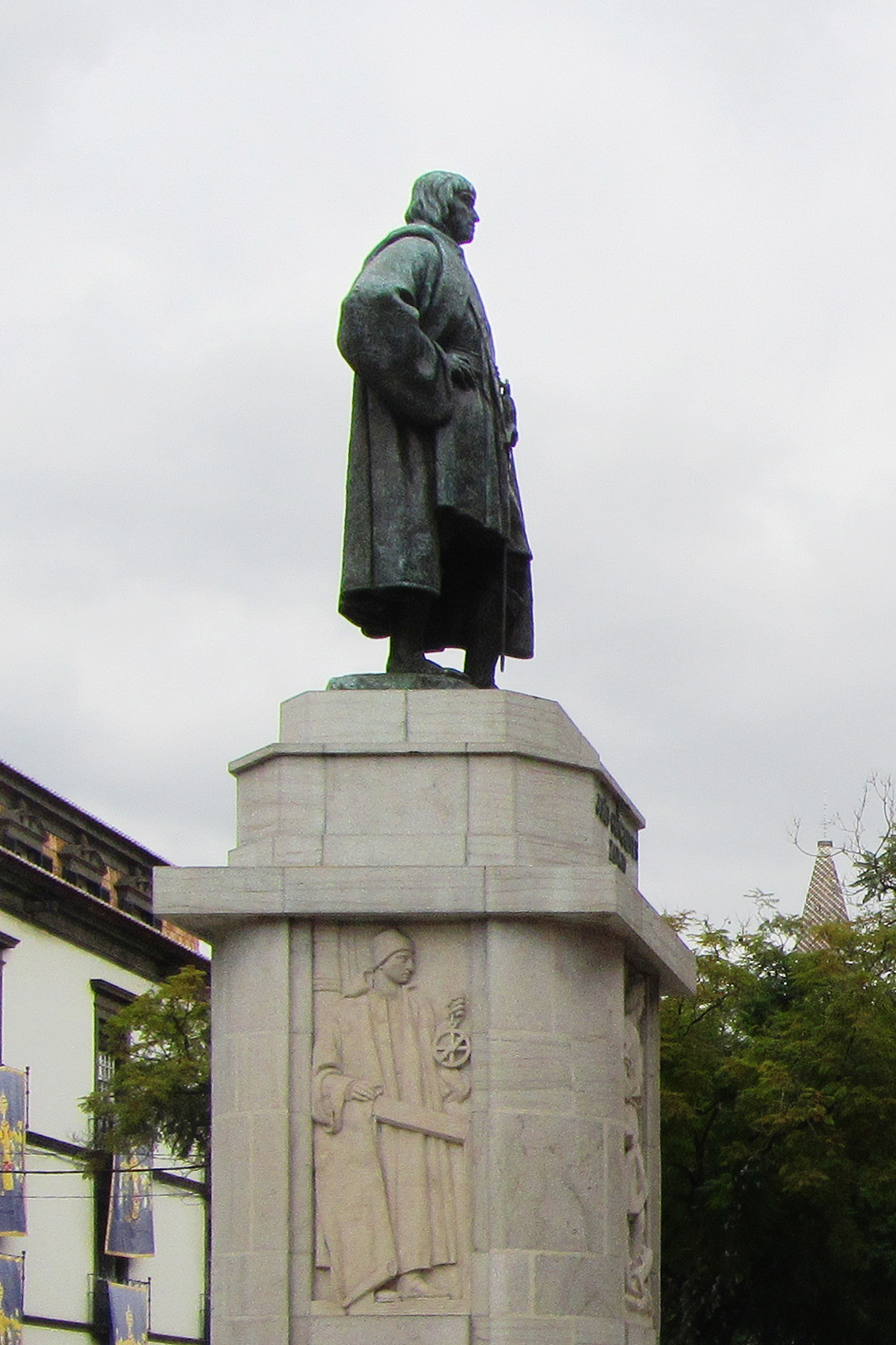
Statue à la mémoire du découvreur João Gonçalves Zarco, à Funchal.

Il est probable que l'île de Madère ait été connue dès l'Antiquité (les Phéniciens la connaissaient sans doute).
Les Vikings ont fait escale sur l'île entre le IXe et le  XIe siècle. L'étude des ossements de souris (mus musculus) du XIe siècle  montrent que les rongeurs sont arrivés entre l'an 800 et 1036, leur génome mitochondrial les rapprochant des populations de Scandinavie et d'Allemagne du nord. Elles se sont diversifiées en 6 nouvelles espèces (leur hybridation engendre une descendance stérile) et leur nombre de chromosomes est passé de 40 (souche originelle) à 22 à 30 pour les descendants insulaires.
L'existence de l'île est attestée dès 1351 sur un portulan de Florence et dans des documents géographiques arabes. Les premiers navigateurs portugais lancés dans les explorations maritimes organisées par Henri le Navigateur (João Gonçalves Zarco et Tristão Vaz Teixeira) se réfugièrent à Porto Santo (qu’ils nommèrent ainsi en reconnaissance de leur sauvetage) en 1419 et en prirent possession au nom du roi du Portugal. L'île de Madère fut repérée et abordée l'année suivante par Zarco, Teixeira et Bartolomeu Perestrelo, à l'emplacement actuel du port de Machico. La colonisation par les Portugais démarra immédiatement, Zarco et Vaz se voyant attribuer le gouvernorat de Madère, tandis que Perestrelo devenait capitaine-gouverneur de Porto Santo.
L'île fut un point de relâche important pendant l'époque des grandes découvertes. Christophe Colomb séjourna dans l'archipel, où il épousa Filipa Moniz Perestrelo, fille de Bartolomeu Perestrelo. Séjour important, puisque Felipa a pu faire connaître à Colomb les cartes de son père, qui l'ont aidé dans sa découverte du nouveau monde.
Dans les premiers temps de son peuplement, l'île compta des esclaves. Selon les historiens, ce sont principalement des Guanches venant des îles Canaries, quelques prisonniers de la côte marocaine et des populations d'Afrique sub-saharienne (en particulier de Guinée). Le métissage progresse rapidement, les enfants d'une femme esclave devenant la propriété du maître, mais le nombre d'esclave par propriétaire, légalement restreint, n'atteint pas la proportion qu'elle aura au Brésil ; ils seront par la suite envoyés vers les colonies des Amériques après la découverte et la colonisation de celles-ci (pour la culture de la canne à sucre, qui subsiste encore localement à madère).

## Économie

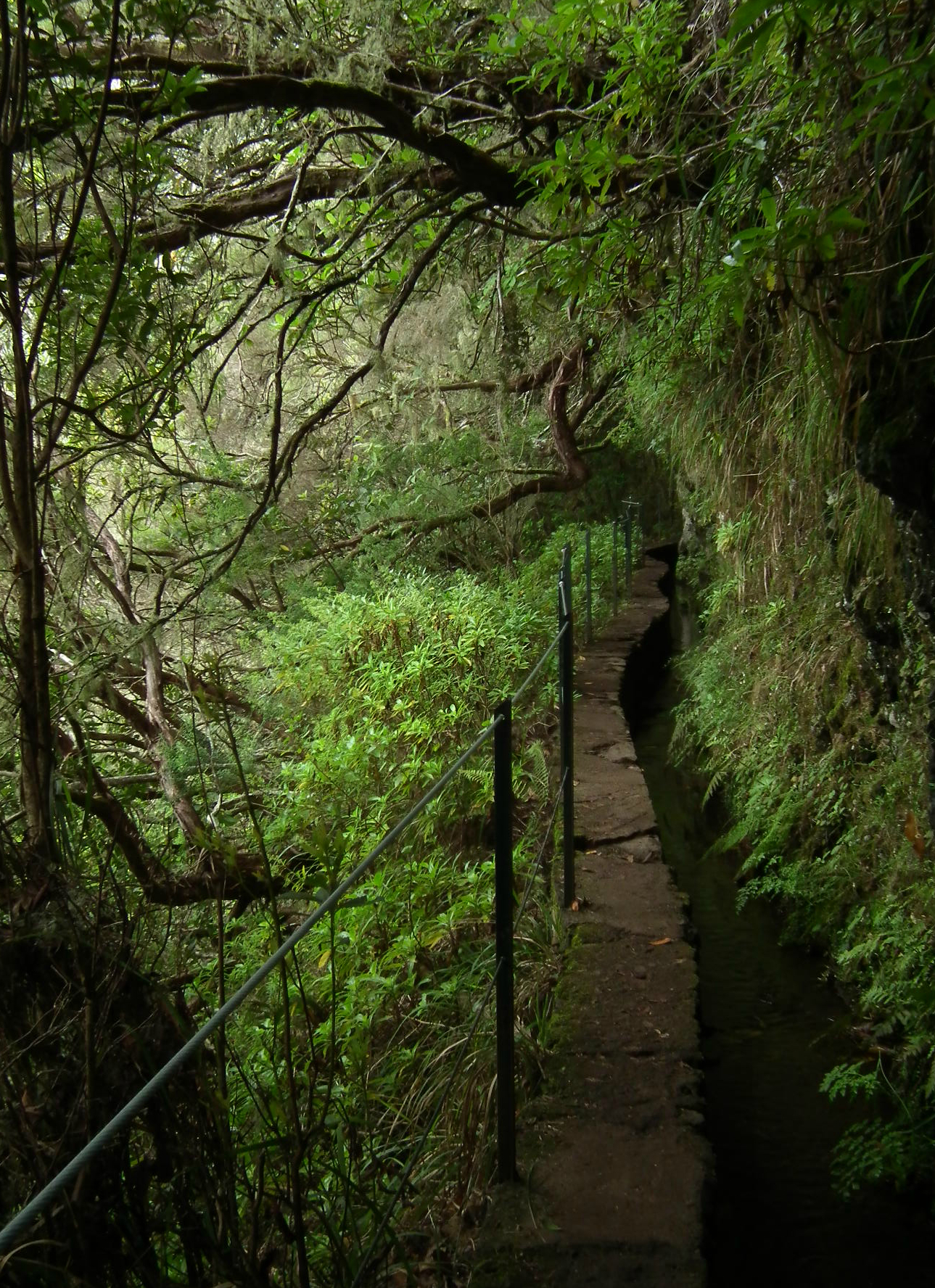
Levada,servant à l'irrigation et appréciées des randonneurs.

L'agriculture produit des bananes destinées au marché local et métropolitain, des fleurs, et le vin de Madère qui jouit d'une grande réputation à l'exportation. L'industrie est peu diversifiée, elle est surtout à caractère artisanal, avec la production de broderies, de tapisseries, d'articles de vannerie. La zone franche de Madère concentre des activités financières, industrielles et commerciales assurées par des firmes étrangères attirées par des incitations fiscales avantageuses. La Communauté européenne a contribué de façon importante au développement des infrastructures par le moyen de subventions du FEDER. Il y a notamment des travaux très importants d'adaptation du réseau routier, rendus difficiles par la configuration très montagneuse de l'île.
L'aéroport principal de Madère est situé à Santa Cruz. L'allongement de la piste à 2 781 mètres en 2000, qui permet de recevoir pratiquement tous les types d'avions, et l'ouverture d'un nouveau terminal en 2002, ont facilité le développement du tourisme. L'île de Madère est reliée à l'Europe (principalement Lisbonne et Porto) ainsi qu'à l'Amérique du Sud et aux Açores.
Les atouts de l'île de Madère reposent principalement sur ses paysages, montagnes d'origine volcanique escarpées et souvent spectaculaires, sur son climat doux toute l'année et sur sa flore abondante et variée. Les guides touristiques la surnomment la perle de l'Atlantique, l'île aux fleurs ou la petite Réunion.
L'une des principales activités touristiques sur l'île est la randonnée le long des levadas, canaux d'irrigation creusés depuis le XVIe siècle.

### Tourisme

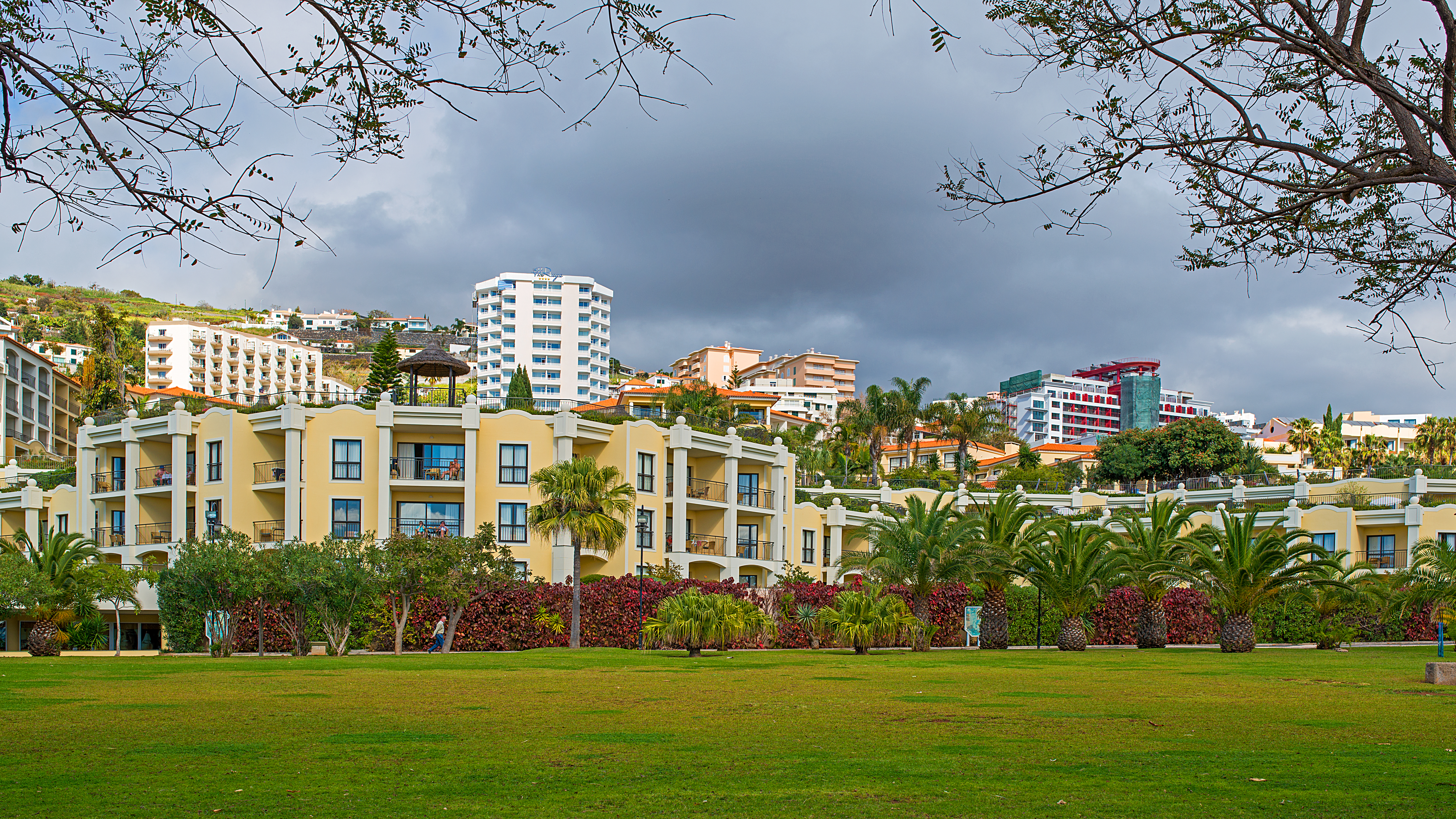
Lido, à Funchal.

Le tourisme est un secteur important de l'économie de la région puisqu'il contribue pour 20 % au PNB, soutenant toute l'année les activités liées au commerce et aux transports et fournissant un débouché aux productions locales. La part des hôtels et des restaurants dans le PNB (9 %) témoigne aussi de cette importance. L'île de Porto Santo, qui jouit d'un climat ensoleillé et dispose d'une plage de sable de neuf kilomètres de longueur, est entièrement consacrée au tourisme. Ces dix dernières années, elle a connu un fort accroissement de ses capacités hôtelières.
En 2005, Madère a reçu plus de 850 000 visiteurs. Les touristes viennent majoritairement de l'Union européenne, notamment du Royaume-Uni, d'Allemagne, du Portugal et de Scandinavie. La fréquentation est à son maximum en mars–avril et de juillet à octobre. Les perspectives de développement prévoient de porter la capacité hôtelière à 39 000 lits en 2012 contre environ 29 000 en 2005.
L'aéroport principal de Madère est situé à Santa Cruz. L'allongement de la piste à 2 781 mètres en 2000, qui permet de recevoir pratiquement tous les types d'avions, et l'ouverture d'un nouveau terminal en 2002 ont facilité le développement du tourisme. Madère est reliée à l'Europe (principalement Lisbonne et Porto) ainsi qu'à l'Amérique du Sud (Brésil et Venezuela), aux Açores et à l'Afrique du Sud.
Les atouts de Madère reposent principalement sur ses paysages (montagnes d'origine volcanique escarpées et souvent spectaculaires), sur son climat doux toute l'année et sur sa flore abondante et variée. L'une des principales activités touristiques sur l'île de Madère est la randonnée le long des levadas, canaux d'irrigation creusés depuis le XVIe siècle.

### Transport
L'île est desservie par l'aéroport de Madère. Il est considéré comme l'un des dix aéroports les plus dangereux du monde, notamment pour son virage très serré qui précède l'atterrissage et pour les vents violents qu'il connaît.

## Sport
L'archipel est représenté dans le sport de haut niveau. Ainsi l'île compte deux formations de football évoluant au niveau national : le Marítimo et le CD Nacional ont représenté le Portugal à travers la Ligue Europa.
L'île de Madère est aussi présente dans le handball, basketball, tennis de table au plus haut niveau national aussi bien dans les catégories masculines que féminines.
Funchal est l'un des passages obligés lors des courses de voile, notamment avec la Transat Jacques-Vabre.
Tous les ans est organisé le Rallye Vinho Madeira, épreuve comptant pour le championnat d'Europe.
Le footballeur Cristiano Ronaldo est né sur cette île.